# Terskolaponski jezik
Terskolaponski jezik (izvorno saa´mekiill, fin. turjansaame, ISO 639-3: sjt), gotovo izumrli laponski jezik kojim još govori 10 (2004.) od 100 etničkih terskih Laponaca na poluotoku Koli u Rusiji. Govore ga starije odrasle osobe, a u upotrebi je i ruski.
Pripada istočnolaponskoj podskupini uralskih jezika. Pripadnici etničke skupien ovih Laponaca svoj jezik nazivaju darjjesámegiella ili darjjisápmi.

## Vanjske poveznice
|  | Zajednički poslužitelj ima još gradiva o temi Terskolaponski jezik |

- Ethnologue (14th)
- Ethnologue (15th)